# WEDAL

WEDAL на мапі Німеччини

WEDAL (Westdeutschland-Anbindungsleitung, Західнонімецький з'єднувальний газопровід) – трубопровід, що з`єднав один із основних німецьких газопроводів, який проходить через центральну частину країни у напрямку північ-південь (MIDAL) з бельгійською газотранспортною мережею. Спочатку ресурсом для наповнення WEDAL слугував лише норвезький газ, а починаючи з 2012 року (після завершення газопроводу NEL), до нього приєднався також російський, який надходить через «Північний поток». Таким чином, трубопровід має можливість транспортувати у напрямку Атлантичного океану газ обох головних постачальників ЄС. 
Спорудження газопроводу тривало з 1996 по 1998 рік. Його маршрут загальною протяжністю 321 км пролягає від Бад Зальцуфлен на сході землі Північний Рейн-Вестфалія через Зест до бельгійського кордону в районі Аахену. Діаметр трубопроводу 800 мм.
У 2006-2007 роках було інвестовано 50 млн. євро у модернізацію газопроводу, що дозволило збільшити його потужність на 30%.